# Friedrich Kleinwächter (Architekt)
Friedrich Kleinwächter (* 13. Februar 1847 in Oels; † 18. Februar 1898 in Erfurt) war ein deutscher Architekt und preußischer Baubeamter.

## Leben
Friedrich Kleinwächter war ein Sohn des Amtsgerichtsrats Friedrich Kleinwächter und dessen Ehefrau Eulalie Henriette geborene Schiller. Nach dem Besuch des Gymnasiums in Oels begann er 1866 als Baueleve, studierte dann an der Bauakademie in Berlin und wurde 1870 Bauführer. Bis Anfang 1873 war er bei Hochbauten der Gera-Eichichter Bahn tätig. Nach Ablauf seiner Militärpflicht wurde er 1875 zum Baumeister ernannt und war seitdem im Staatsdienst tätig. 1883 wurde er Landbauinspektor und 1886 Bauinspektor bei der Ministerial-Baukommission in Berlin. 1889 wurde er als technischer Hilfsarbeiter zur Königlichen Regierung in Erfurt entsandt, bereits ein Jahr später zum Regierungs- und Baurat in Gumbinnen ernannt und Anfang 1893 auf Ersuchen des Regierungspräsidenten in Erfurt wieder in gleicher Eigenschaft dorthin versetzt. Ende 1896 wurde ihm der Charakter als Geheimer Baurat verliehen. Bereits im März desselben Jahres war er zum ordentlichen Mitglied der Königlichen Akademie gemeinnütziger Wissenschaften zu Erfurt ernannt worden.

## Ehrungen
- 1889: Roter Adlerorden IV. Klasse[3]

## Bauten
- 1876–1880: Joachimsthalsches Gymnasium in Berlin (Entwurf und Ausführung aller Nebenanlagen, der Krankenanstalt, des Wirtschaftsgebäudes, der Schwimm- und Badeanstalt und der fünf Lehrerwohnhäuser)[4]
- 1880–1883: Pharmakologisches und metall-chemisches Universitätsinstitut in der Dorotheenstraße in Berlin (Bauleitung zusammen mit Fritz Zastrau)[5]
- 1883–1888: Museum für Naturkunde in der Invalidenstraße in Berlin (Bauleitung zusammen mit August Tiede)
- 1884–1885: Leichenschauhaus in der Hannoverschen Straße 6 in Berlin (Entwurf)
- 1895: Unterfahrung der Marienkirche in Mühlhausen (Oberaufsicht)[6]
- 1896–1898: Katholische Kirche in Heyderode (Oberaufsicht)[7]

## Veröffentlichungen
- Die Fundirung der Universitäts-Institute in Berlin. In: Centralblatt der Bauverwaltung. Nr. 39, 1881, S. 359–361 (zlb.de).
- Bewegliches Versetz-Gerüst, ausgeführt beim Neubau des Joachimthalschen Gymnasium in Berlin. In: Centralblatt der Bauverwaltung. Nr. 32, 1883, S. 288–289 (zlb.de).
- Das Piasten-Schloss in Oels. In: Centralblatt der Bauverwaltung. Nr. 29, 1885, S. 303–306 (zlb.de).